# Chenay (Marne)
Pour les articles homonymes, voir Chenay.
Chenay est une commune française, située dans le département de la Marne en région Grand Est.

## Géographie

### Localisation
Chenay se trouve au nord-ouest du département de la Marne, en région Grand Est. Elle appartient à la région agricole du Tardenois.
La commune s'étend sur une superficie de 389 hectares. Sur son territoire, l'altitude varie de 92 à 202 mètres. Le village à flanc de coteau est au sud du massif de Saint-Thierry et donne sur la vallée de la Vesle.
Par la route, Chenay se situe à 60 km de Châlons-en-Champagne, préfecture du département, à 13 km de Reims, sous-préfecture, et à 23 km de Fismes, bureau centralisateur du canton de Fismes-Montagne de Reims dont dépend Chenay depuis 2015. La commune fait en outre partie du bassin de vie de Reims.
Chenay est limitrophe de 5 communes :
|        | Hermonville       | Pouillon |
| Trigny | Chenay            | Merfy    |
|        | Châlons-sur-Vesle |          |

### Hydrographie
La commune est dans la région hydrographique « la Seine du confluent de l'Oise (inclus) à l'embouchure » au sein du bassin Seine-Normandie. Elle n'est drainée par aucun cours d'eau,.
Un plan d'eau complète le réseau hydrographique : le plan d'eau de la Haye aux Loups (1,7 ha),.

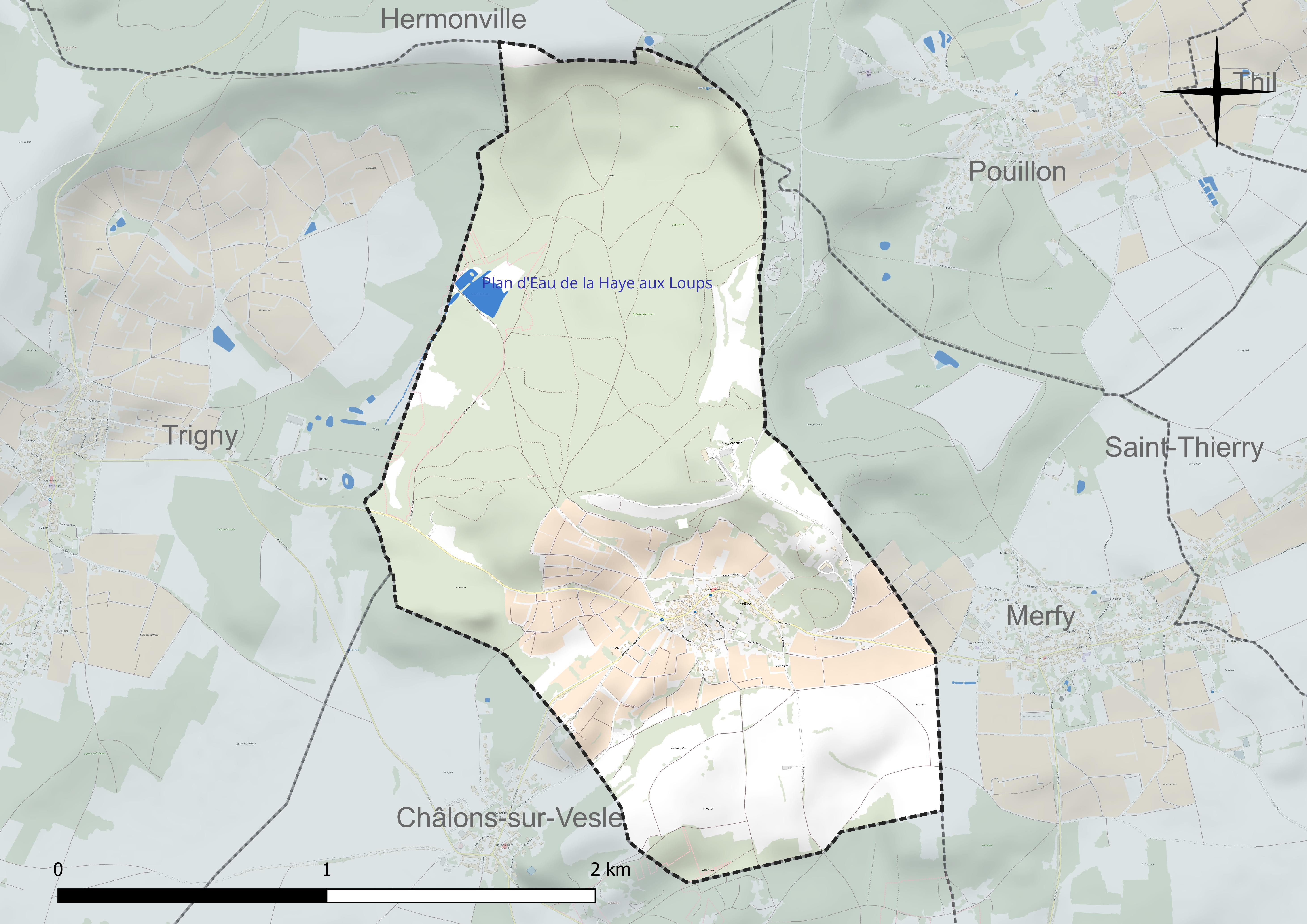
Réseau hydrographique de Chenay.

### Climat
Pour des articles plus généraux, voir Climat du Grand Est et Climat de la Marne.
En 2010, le climat de la commune est de type climat océanique dégradé des plaines du Centre et du Nord, selon une étude du Centre national de la recherche scientifique s'appuyant sur une série de données couvrant la période 1971-2000. En 2020, Météo-France publie une typologie des climats de la France métropolitaine dans laquelle la commune est exposée à un climat océanique altéré et est dans la région climatique Nord-est du bassin Parisien, caractérisée par un ensoleillement médiocre, une pluviométrie moyenne régulièrement répartie au cours de l’année et un hiver froid (3 °C).
Pour la période 1971-2000, la température annuelle moyenne est de 10,8 °C, avec une amplitude thermique annuelle de 15,9 °C. Le cumul annuel moyen de précipitations est de 752 mm, avec 12,3 jours de précipitations en janvier et 8,7 jours en juillet. Pour la période 1991-2020, la température moyenne annuelle observée sur la station météorologique de Météo-France la plus proche, « Chambrecy-Civc », sur la commune de Chambrecy à 15 km à vol d'oiseau, est de 10,7 °C et le cumul annuel moyen de précipitations est de 734,0 mm. 
La température maximale relevée sur cette station est de 40,3 °C, atteinte le 25 juillet 2019 ; la température minimale est de −22,1 °C, atteinte le 17 janvier 1985,,.
Les paramètres climatiques de la commune ont été estimés pour le milieu du siècle (2041-2070) selon différents scénarios d'émission de gaz à effet de serre à partir des nouvelles projections climatiques de référence DRIAS-2020. Ils sont consultables sur un site dédié publié par Météo-France en novembre 2022.

## Urbanisme

### Typologie
Au 1er janvier 2024, Chenay est catégorisée commune rurale à habitat dispersé, selon la nouvelle grille communale de densité à sept niveaux définie par l'Insee en 2022.
Elle est située hors unité urbaine. Par ailleurs la commune fait partie de l'aire d'attraction de Reims, dont elle est une commune de la couronne,. Cette aire, qui regroupe 294 communes, est catégorisée dans les aires de 200 000 à moins de 700 000 habitants,.

### Occupation des sols
L'occupation des sols de la commune, telle qu'elle ressort de la base de données européenne d’occupation biophysique des sols Corine Land Cover (CLC), est marquée par l'importance des forêts et milieux semi-naturels (61,1 % en 2018), une proportion sensiblement équivalente à celle de 1990 (61,6 %). La répartition détaillée en 2018 est la suivante : 
forêts (61,1 %), cultures permanentes (24,4 %), terres arables (14,5 %). L'évolution de l’occupation des sols de la commune et de ses infrastructures peut être observée sur les différentes représentations cartographiques du territoire : la carte de Cassini (XVIIIe siècle), la carte d'état-major (1820-1866) et les cartes ou photos aériennes de l'IGN pour la période actuelle (1950 à aujourd'hui).

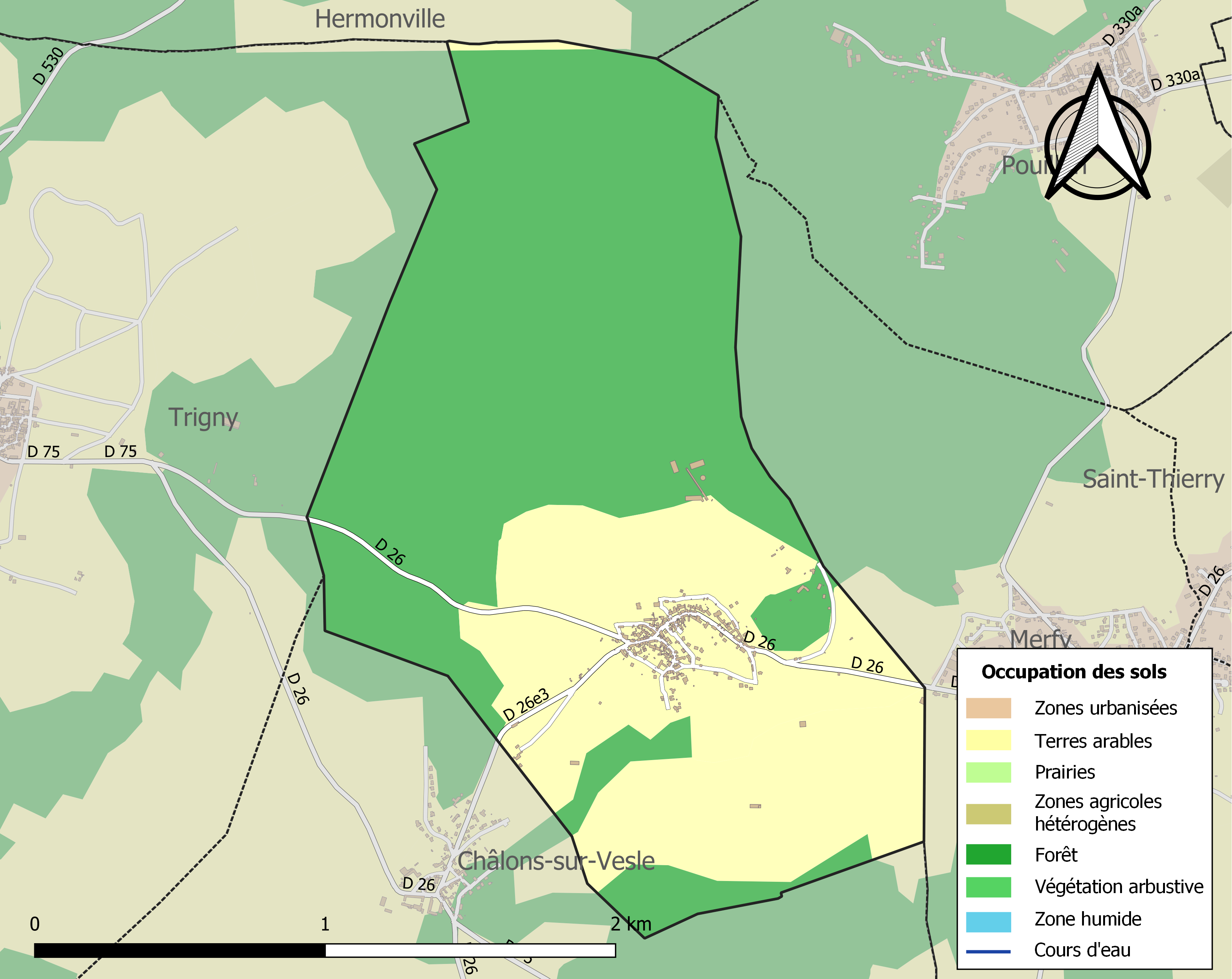
Carte des infrastructures et de l'occupation des sols de la commune en 2018 (CLC).

### Habitat et logement
En 2019, le nombre total de logements dans la commune était de 130, alors qu'il était de 127 en 2014 et de 120 en 2009.
Parmi ces logements, 82,1 % étaient des résidences principales, 3,1 % des résidences secondaires et 14,8 % des logements vacants. Ces logements étaient pour 100 % d'entre eux des maisons individuelles et pour 0 % des appartements.
Le tableau ci-dessous présente la typologie des logements à Chenay en 2019 en comparaison avec celle de la Marne et de la France entière. Une caractéristique marquante du parc de logements est ainsi une proportion de résidences secondaires et logements occasionnels (3,1 %) supérieure à celle du département (2,9 %) mais inférieure à celle de la France entière (9,7 %). Concernant le statut d'occupation de ces logements, 91,2 % des habitants de la commune sont propriétaires de leur logement (90,7 % en 2014), contre 51,6 % pour la Marne et 57,5 pour la France entière.
| Typologie                                               | Chenay | Marne | France entière |
| ------------------------------------------------------- | ------ | ----- | -------------- |
| Résidences principales (en %)                           | 82,1   | 87,9  | 82,1           |
| Résidences secondaires et logements occasionnels (en %) | 3,1    | 2,9   | 9,7            |
| Logements vacants (en %)                                | 14,8   | 9,2   | 8,2            |

## Toponymie
Le nom de la localité est attesté sous les formes Cannacum (VIIe siècle) ; Chaineium (commencement du XIe siècle) ; Chanaium (1090) ; « Villa Chanadii que est de parochia Sancti Theoderici » (1126) ; Chanaia (1146) ; Canaium (1151) ; Canadium (1156) ; Channacum (XIIe siècle) ; Chenaium (1182) ; Chaneium (1226) ; Chienaium (1234) ; Chiennait (1237) ; Chiennai (1237) ; Chiennaium (1238) ; Chenay (1249) ; Chenayum (1259) ; Chenayum (1260) ; Chenai (1274) ; Chyennai (1278) ; Chiengnayum (1298) ; Chienayum (1303-1312) ; Chennay (1336) ; Chinay (1384) ; Cenay (XIVe siècle) ; Chesnay (1556).

## Histoire
Afin de défendre Reims est construit en 1880 le Réduit de Chenay (1880), l'un des ouvrages de la place fortifiée de Reims du système Séré de Rivières.

Chenay au tout début du XXe siècle
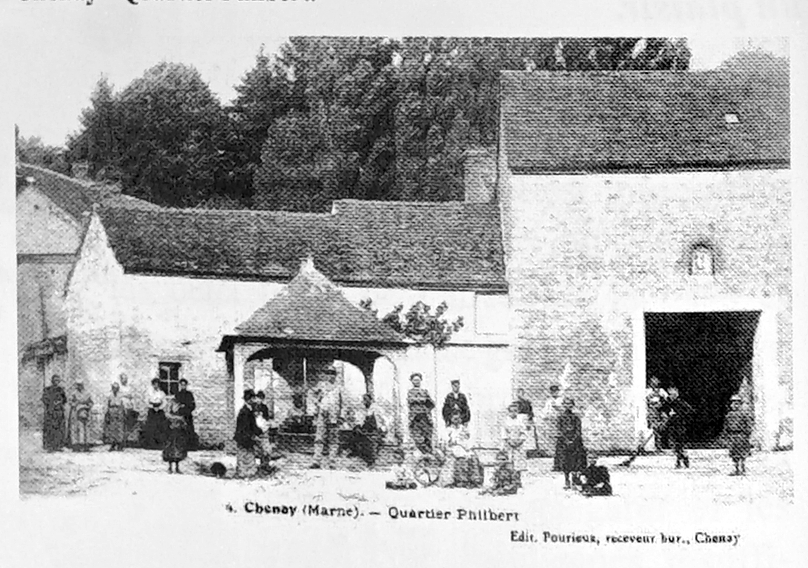
Quartier Philbert.
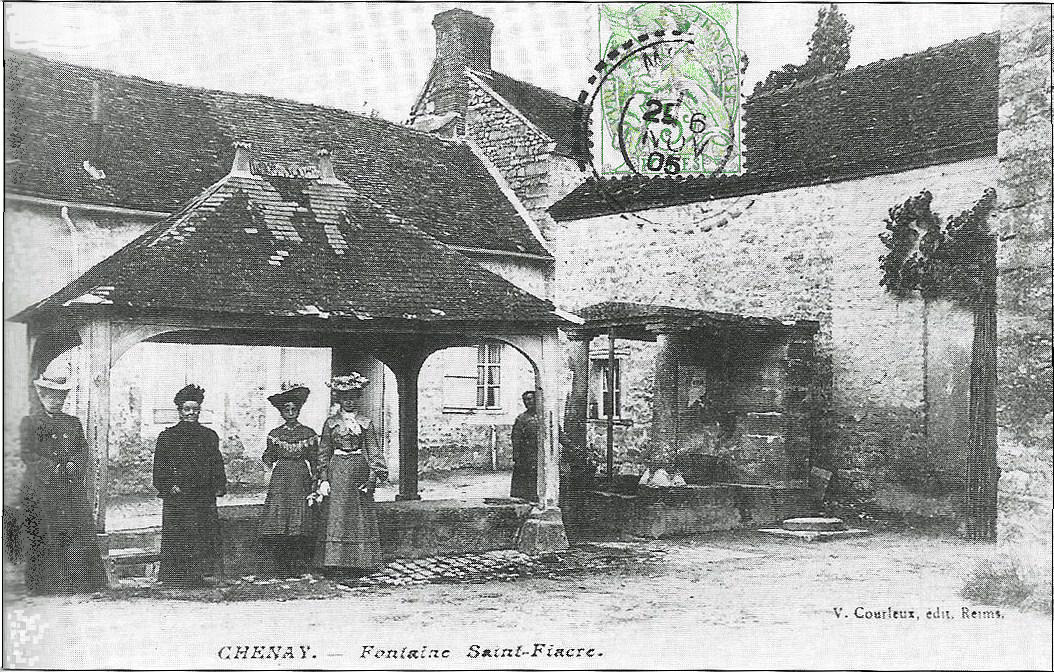
Fontaine Saint-Fiacre.

La commune est décorée de la Croix de guerre 1914-1918 le 30 mai 1921.
Le village est considéré comme détruit à la fin de la Première Guerre mondiale et a  été décoré de la Croix de guerre 1914-1918, le 30 mai 1921.

## Politique et administration

### Rattachements administratifs et électoraux
Rattachements administratifs
La commune se trouve dans l'arrondissement de Reims du département de la Marne.
Elle faisait partie depuis 1801 du canton de Fismes. Dans le cadre du redécoupage cantonal de 2014 en France, cette circonscription administrative territoriale a disparu, et le canton n'est plus qu'une circonscription électorale.
Rattachements électoraux
Pour les élections départementales, la commune fait partie depuis 2014 du canton de Fismes-Montagne de Reims
Pour l'élection des députés, elle fait partie de la deuxième circonscription de la Marne.

### Intercommunalité
Chenay était membre de la communauté de communes du Massif, un établissement public de coopération intercommunale (EPCI) à fiscalité propre créé en 2000 et auquel la commune avait transféré un certain nombre de ses compétences, dans les conditions déterminées par le code général des collectivités territoriales.
Conformément aux prévisions du schéma départemental de coopération intercommunale (SDCI) de la Marne du 15 décembre 2011, cette intercommunalité a été supprimée, mais Chenay, qui était destinée à intégrer  Reims Métropole, a finalement intégré la communauté de communes Champagne Vesle le 31 décembre 2012, dont elle est désormais membre.

## Démographie
L'évolution du nombre d'habitants est connue à travers les recensements de la population effectués dans la commune depuis 1800. Pour les communes de moins de 10 000 habitants, une enquête de recensement portant sur toute la population est réalisée tous les cinq ans, les populations de référence des années intermédiaires étant quant à elles estimées par interpolation ou extrapolation. Pour la commune, le premier recensement exhaustif entrant dans le cadre du nouveau dispositif a été réalisé en 2006.

En 2022, la commune comptait 223 habitants, en évolution de −4,29 % par rapport à 2016 (Marne : −1,19 %, France hors Mayotte : +2,11 %).
| 1800 | 1806 | 1821 | 1831 | 1836 | 1841 | 1846 | 1851 | 1856 |
| ---- | ---- | ---- | ---- | ---- | ---- | ---- | ---- | ---- |
| 415  | 395  | 423  | 446  | 427  | 422  | 413  | 401  | 377  |

| 1861 | 1866 | 1872 | 1876 | 1881 | 1886 | 1891 | 1896 | 1901 |
| ---- | ---- | ---- | ---- | ---- | ---- | ---- | ---- | ---- |
| 351  | 325  | 297  | 340  | 337  | 322  | 284  | 279  | 267  |

| 1906 | 1911 | 1921 | 1926 | 1931 | 1936 | 1946 | 1954 | 1962 |
| ---- | ---- | ---- | ---- | ---- | ---- | ---- | ---- | ---- |
| 268  | 242  | 231  | 253  | 230  | 211  | 228  | 257  | 247  |

| 1968 | 1975 | 1982 | 1990 | 1999 | 2006 | 2011 | 2016 | 2021 |
| ---- | ---- | ---- | ---- | ---- | ---- | ---- | ---- | ---- |
| 255  | 264  | 291  | 276  | 304  | 284  | 261  | 233  | 224  |

| 2022 | - | - | - | - | - | - | - | - |
| ---- | - | - | - | - | - | - | - | - |
| 223  | - | - | - | - | - | - | - | - |

## Économie
Le village typique est sculpté par la présence du vignoble, les rues, l'économie et les vignes qui l'entourent.

## Culture locale et patrimoine

### Lieux et monuments

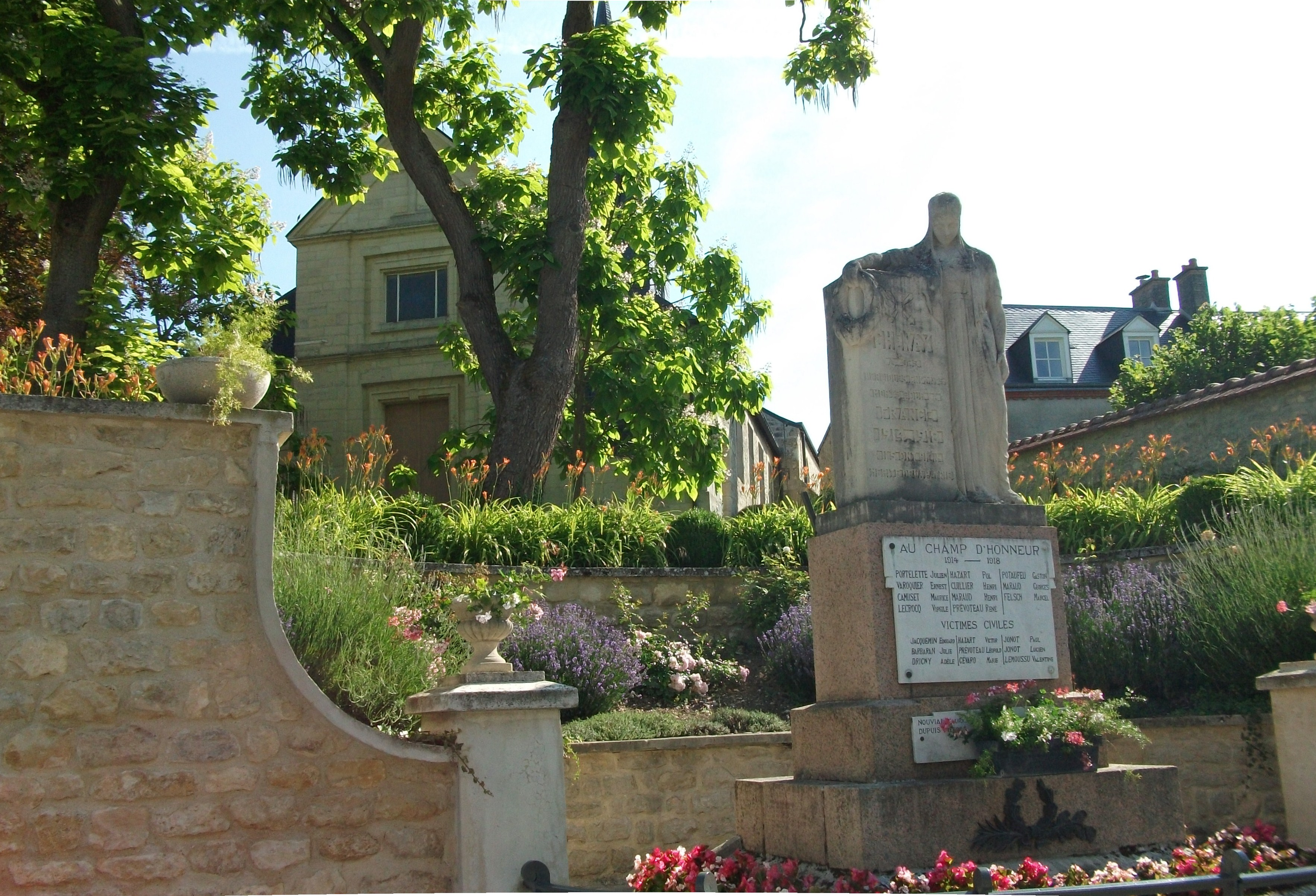
L'église et devant le monument aux morts.

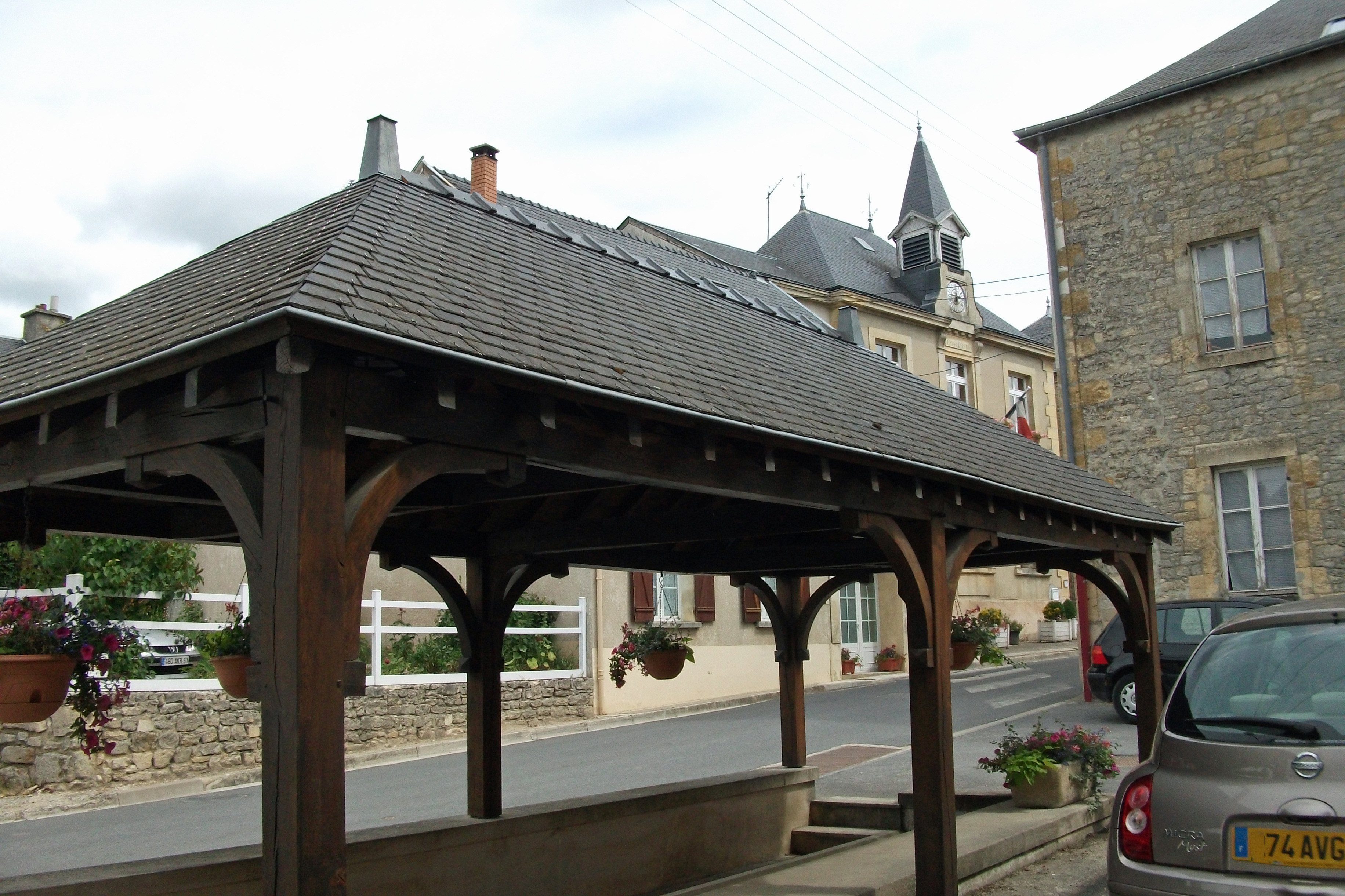
Abreuvoir, près de la mairie.

- Le monument aux morts[49] (1923-1930).
- Les lavoirs.
- L'ancienne congrégation des Sœurs de l'Enfant-Jésus, bâtisse de 1759 sur un parc de quatre hectares dessiné par Edouard Redont qui y a installé des séquoias comme dans le parc de la Patte-d'Oie de Reims.
- La monumentale Croix de la Résistance (1946) avec point de vue sur Reims et la vallée de la Vesle.
- La réserve naturelle régionale des marais et sablières du massif de Saint-Thierry
- Le Réduit de Chenay (1880).

Le réduit de Chenay
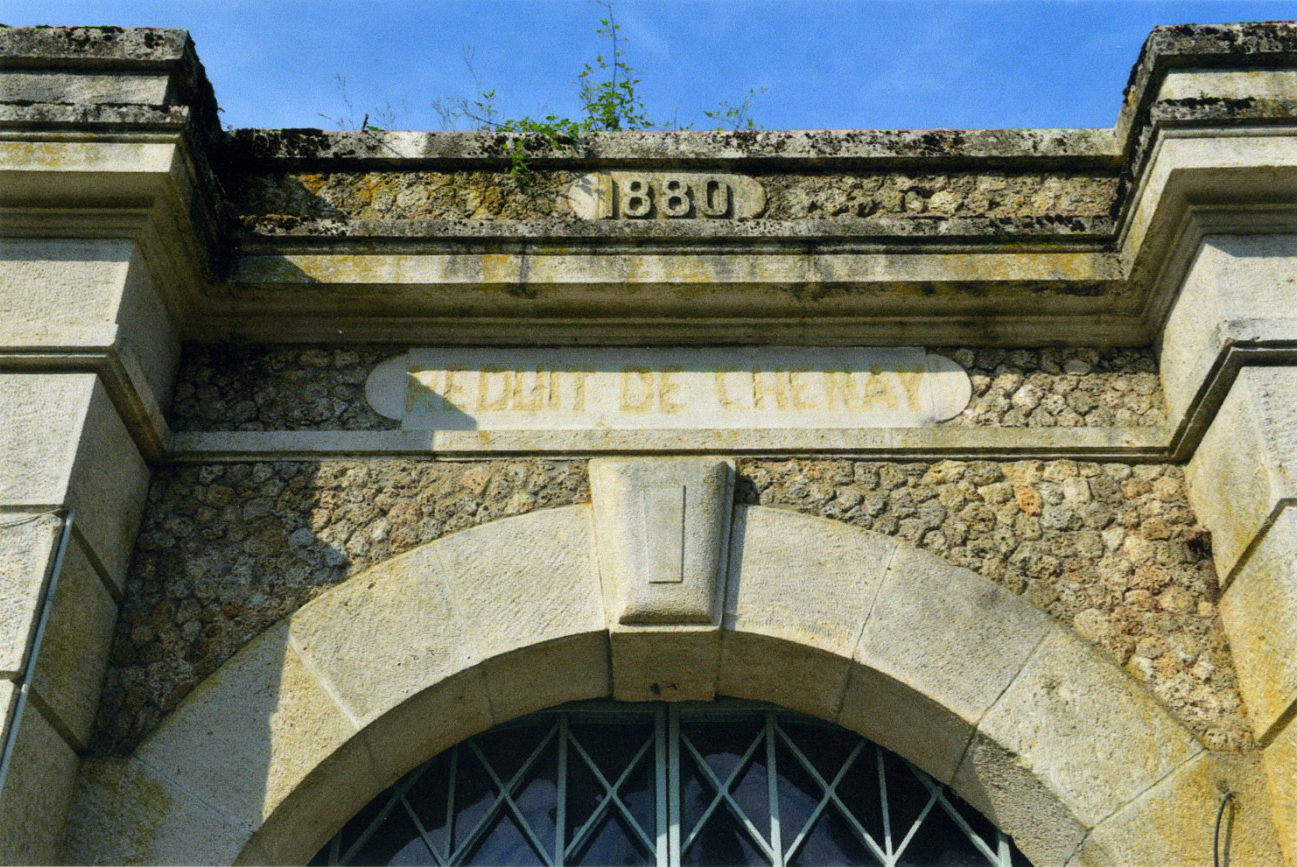
Détail du portail d'entrée.
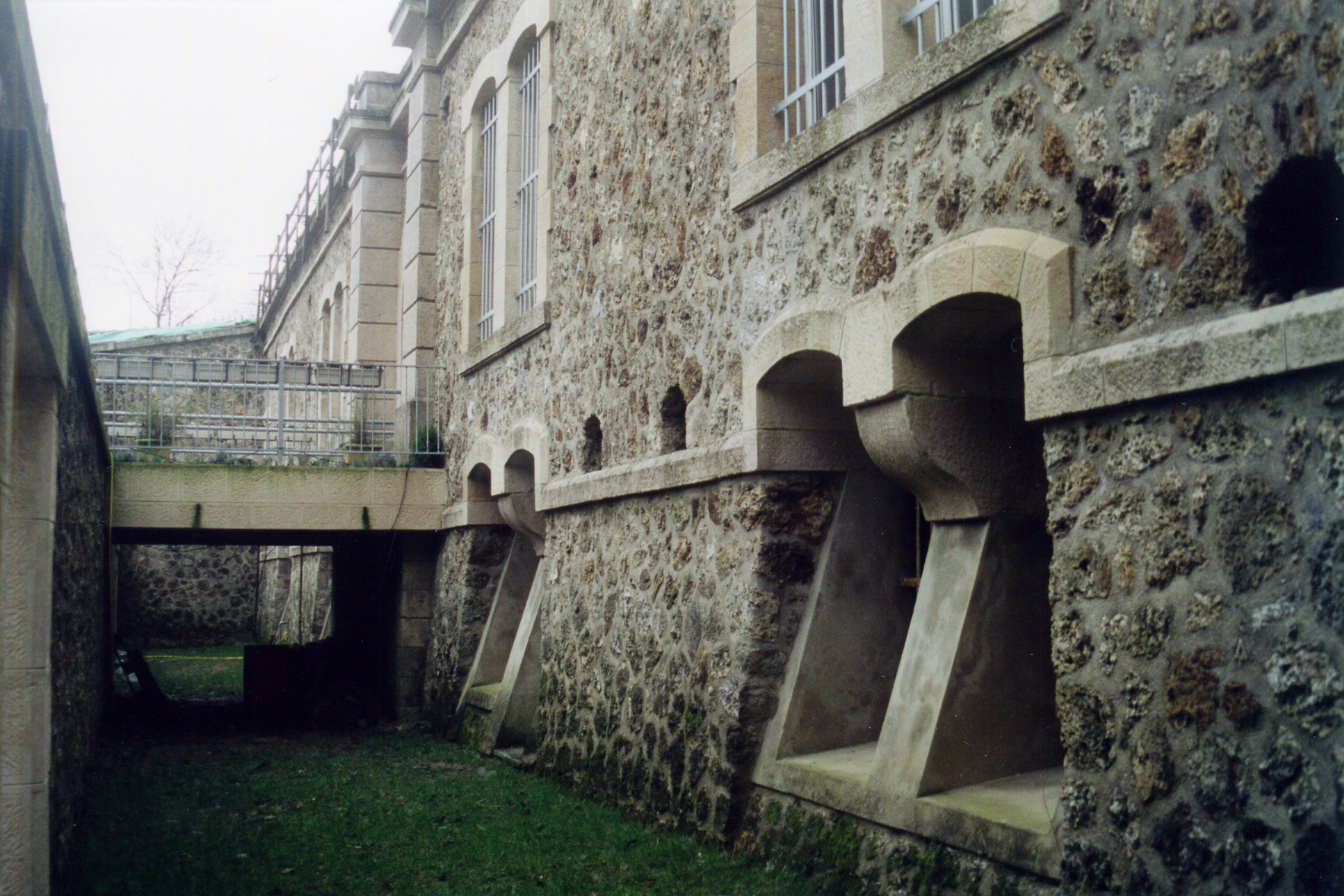
Fossé de gorge.
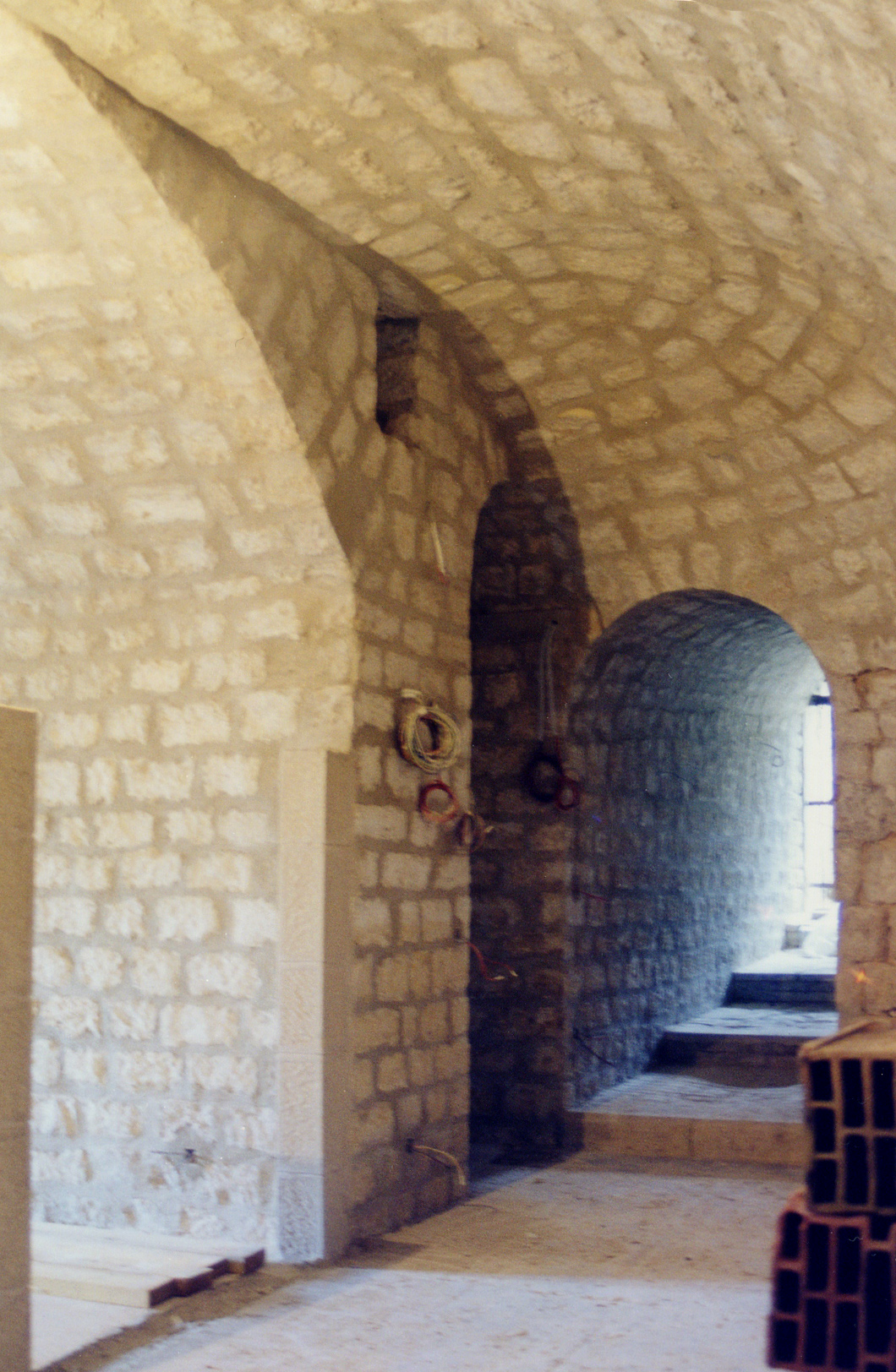
Couloir de casernement.

### Personnalités liées à la commune
- Le comédien Bernard Fresson (1931-2002) a vécu dans cette commune.
- Le chanteur lyrique Jacques Herbillon (1936-2003) a vécu dans cette commune et en a été le maire (1965-1980)